# La Digue and Inner Islands
La Digue and Inner Islands ist ein Verwaltungs-Distrikt der Seychellen. Er umfasst die Inselgruppe östlich von Praslin.

## Geographie

Distrikte der Seychellen

Der Distrikt erstreckt sich auf die Insel La Digue sowie weitere kleine Inseln, unter anderem Silhouette.
Der Distrikt hat den ISO 3166-2-Code SC-15.